# Comuna Bohdanivka, Iahotîn
Bohdanivka (în ucraineană Богданівка) este o comună în raionul Iahotîn, regiunea Kiev, Ucraina, formată din satele Bohdanivka (reședința) și Koptevîcivka.

## Demografie
Componența lingvistică a comunei Bohdanivka
     Ucraineană (97,17%)
     Rusă (2,64%)
Conform recensământului din 2001, majoritatea populației comunei Bohdanivka era vorbitoare de ucraineană (97,17%), existând în minoritate și vorbitori de rusă (2,64%).